# مانويلا بلتران
كانت مانويلا بلتران امرأة من نيوغرانادين نظمت ثورة الفلاحين ضد الضرائب الزائدة في عام 1780.

## الإعدادات العامة
المعلومات المتعلقة بسيرة مانويلا بلتران نادرة ومجزأة. ويعتقد أنها كانت من أصل ريفي، ولدت حوالي عام 1750، وعاشت معظم حياتها في فيلا ديل سوكورو، سانتاندر، حيث كانت تدير محل بقالة صغير خاص بها، في الساحة الرئيسية في سوكورو. في ذلك الوقت، في فيسيرانت جراناطة الجديدة، كان من غير المألوف جدًا أن تملك المرأة نشاطها التجاري الخاص. بالإضافة إلى ذلك، كانت بلتران واحدة من قلة من الناس في المنطقة يستطيعون القراءة والكتابة، نظرًا لأمية السكان الكاملة تقريبًا نظرًا لعدم وجود مرافق تعليمية.

## الضرائب
خلال النصف الأول من القرن الثامن عشر، ركزت الإمبراطورية الإسبانية على تحسين قوتها العسكرية، خاصة المشاة البحرية، حيث كانت المصالح الاقتصادية الرئيسية للإمبراطورية تعتمد على السيطرة الكاملة على مستعمراتها الأمريكية. بحلول عام 1717، تم تسويتها وتنظيمها بشكل نهائي في سلاح الكتائب البحرية، حيث بلغ قوامها الكامل 12 كتيبة. وقد تم اختيار الأسماء الأولى: أرمادا، باغيليس، مارينا، أوشيانو، ميديتيرانيو وبارلوفينتو. كانت مهمتهم هي تشكيل «الجسم الرئيسي لأعمدة الهبوط ومهام جنود السفينة» في وقت كان فيه الصعود لا يزال جزءًا هامًا من المعركة في البحر.
الإجراءات الرئيسية التي شاركوا بها خلال هذه الفترة كانت: سردينيا، 1717؛ نابولي وصقلية، 1732؛ الدفاع عن هافانا، 1762 ؛ بعثة الجزائر العاصمة، 1775 ؛ بينساكولا وحصار تولون.
تطلبت هذه الأعمال العسكرية مبلغًا كبيرًا من المال والموارد، مما أدى إلى فرض ضرائب أكبر على الأشخاص الذين يعيشون في المستعمرات. نظام الضريبة القاسية الجديد (تم تنفيذه وترويجه من قبل الزائر العام خوان فرانسيسكو غوتيريز دي بينيريس، وصادق عليه نائب الملك ورئيس الأساقفة أنطونيو كاباليرو ذ غنغورا) شمل زيادة الضرائب على الألكالا والضرائب على استهلاك أغواردينت والتبغ والضرائب المفروضة على الدخول من البضائع، وضريبة المبيعات.

## الثورة
ثورة الكومونيروس (غرناطة الجديدة)

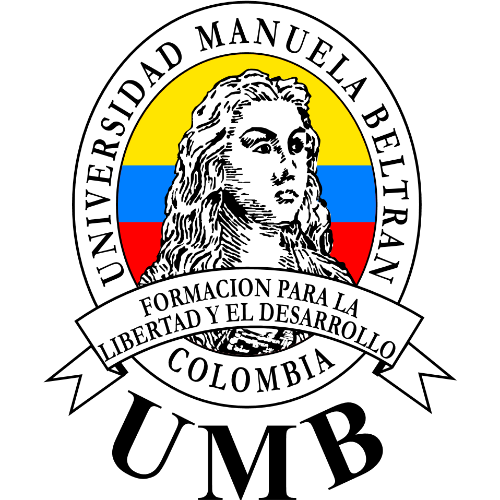
مانويلا بلتران

وضعت مرسوم النظام الضريبي الجديد في الساحة الرئيسية في سوكورو في 16 مارس 1781. منذ أن قرأت بلتران، أخبرت الحشد عن التصرفات، التي قوبلت بالغضب العام. مزقت الوثيقة وقادت الإضراب الذي امتد إلى أكثر من ستين مدينة وبلدة في منطقة الأنديز في كولومبيا ولوس يانوس. انتهت الثورة في نهاية المطاف بمفاوضات وهمية قدمها نائب الملك، تلاها اعتقال وتنفيذ معظم قادة الثورة بما في ذلك خوسيه أنطونيو غالان. وسواء أُعدمت مانويلا بلتران أو لم تُعدم هي أيضاً غير واضحة.

## الاقتباسات والأهمية الثقافية
- «يعيش الملك، أسفل الحكومة السيئة»
- «نحن لا نريد أن ندفع مقابل مهب الريح البحرية»
- مانويلا بيلتران هو اسم شائع للمدارس الابتدائية والمؤسسات والأحياء في جميع أنحاء كولومبيا.
- اعتمد مسلسل تلفزيوني شعبي في كولومبيا في الثمانينيات على حياتها.
- سُميت جامعة مانويلا بلتران باسمها.